# Emelič
L'Emelič (in russo  Емелич?) è un fiume della Russia siberiana occidentale, affluente di sinistra del Kënga (bacino idrografico dell'Ob'). Scorre nei rajon Bakčarskij e Parabel'skij dell'Oblast' di Tomsk.
Nasce nella regione pianeggiante delle Paludi di Vasjugan, parte del grande bassopiano siberiano occidentale, e scorre in direzione nord-orientale. La sua lunghezza è di 196 km. L'area del bacino è di 2 070 km². Sfocia nel Kënga a 167 km dalla foce.